# Тюбінгенський університет
Тюбінгенський університет Еберхарда Карла (нім. Eberhard Karls Universität Tübingen) — державний університет у місті Тюбінген, земля Баден-Вюртемберг, Німеччина. Один з найстаріших університетів Німеччини, який має міжнародне визнання в галузі медицини, природничих та суспільних наук. Відомий своїм величезним внеском у ліберальну християнську теологію. Заснований у 1477 році.
Тюбінген разом з Марбургом, Геттінгеном, Фрайбургом і Гайдельбергом входить до п'ятірки класичних «університетських міст» Німеччини. Серед його випускників багато лауреатів Нобелівської премії, особливо в галузі медицини й хімії. Університет є членом німецької науково-дослідницької асоціації German U15.

## Факультети

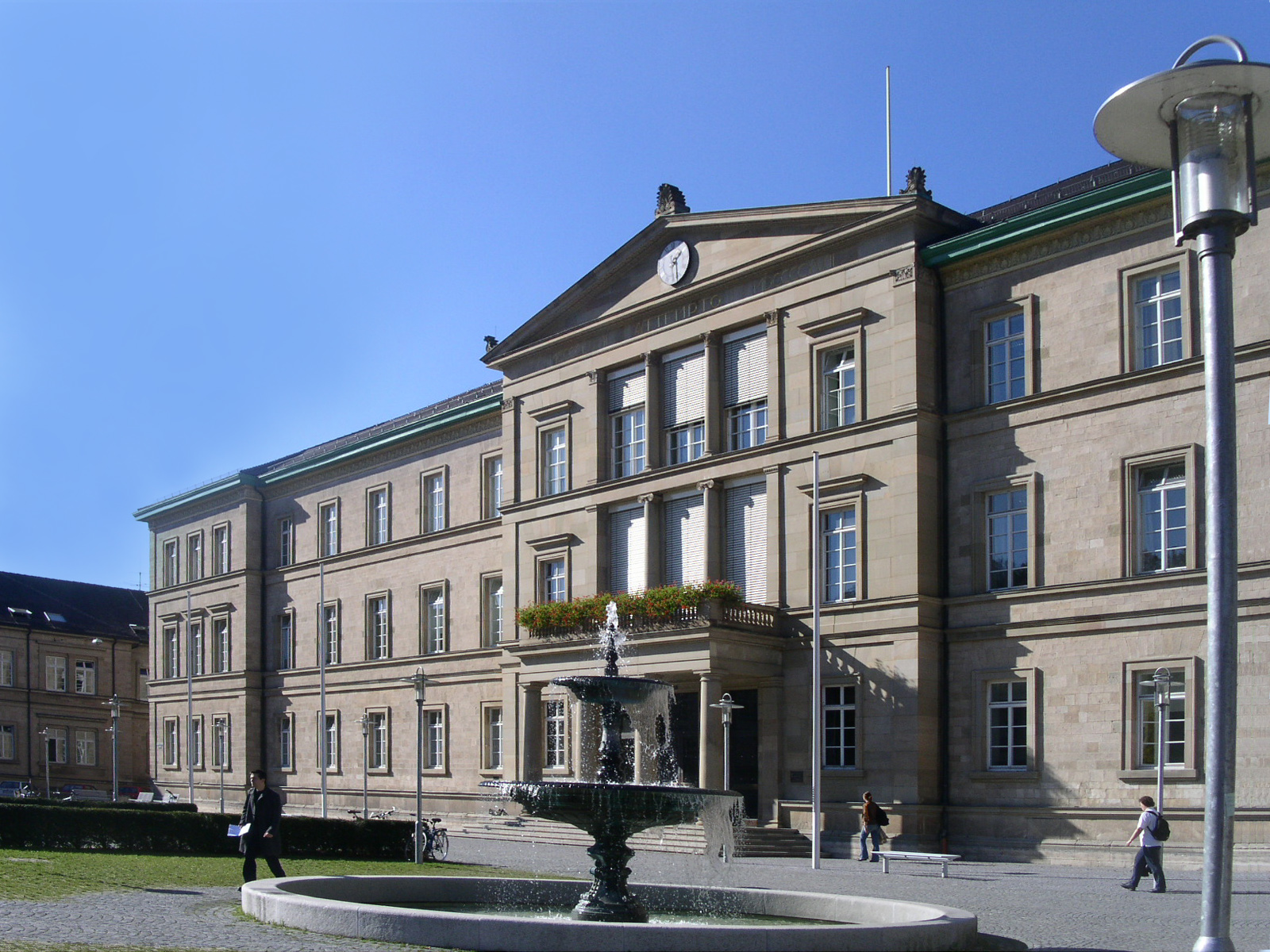

- Євангельської (протестантської) теології;
- Католицької теології;
- Юридичний;
- Економічний;
- Медичний;
- Філософсько-історичний;
- Соціальних і педагогічних наук;
- Нової філології;
- Культурознавства;
- Математики й фізики;
- Фізики й фармацевтики;
- Біологічний;
- Геологічний;
- Інформатики й когнітивістики.

## Відомі випускники
- Йоганн Каріон (1499—1537 (1538?)) — німецький історик, математик і астроном
- Фрідріх Шеллінг (1775—1854) — німецький філософ
- Едуард Меріке (1804—1875) — німецький поет, прозаїк, перекладач
- Карл Барт (1886—1968) — швейцарський кальвіністський теолог, один із засновників т. н. діалектичної теології
- Дітріх Бонхеффер (1906—1945) — німецький лютеранський пастор, теолог, учасник антинацистської змови
- Ганс Кюнг (1928) — швейцарський теолог, католицький священик і письменник
- Георг Вільгельм Фрідріх Гегель (1770—1831) — німецький філософ, один із творців німецької класичної філософії і філософії романтизму
- Алоїз Альцгеймер (1864—1915) — німецький психіатр і невролог
- Ріхард Вільгельм — (1873—1930) — видатний німецький синолог, сходознавець широкого профілю, місіонер
- Ганс Вільгельм Гейгер (1882—1945) — німецький фізик, першим створив детектор альфа-частинок й інших іонізуючих випромінювань
- Гельмут Карасек — німецький літерутрний критик.
- Йоганн Кеплер (1571—1630) — німецький математик, астроном, оптик і астролог
- Йозеф Ратцингер (Папа Бенедикт XVI) (1927)
- Давид Фрідріх Штраус (1808—1874) — німецький філософ, історик, теолог і публіцист
- Фрідріх Тенбрук (1919—1994) — німецький соціолог
- Гюнтер Блобель (1936) — біолог, лауреат Нобелівської премії з фізіології і медицині (1999)
- Йозеф Гертнер (1732—1791) — німецький ботанік і лікар
- Йоганн Фрідріх Ґмелін (1748—1804) — німецький лікар, ботанік і хімік
- Вальтер Герлах (1889—1979) — німецький фізик, один із співавторів досліду Штерна-Герлаха
- Вільгельм Гауф (1802—1827) — німецький письменник і новеліст
- Віра Вовк (Селянська) (1926—2022) — відома українська поетеса, письменниця, доктор, професор, лауреат Національної премії України імені Тараса Шевченка 2008 р.

## Відомі професори
- Адольф Вах — юрист
- Йозеф Гертнер — ботанік і лікар
- Йоганн Фрідрих Ґмелін — хімік, ботанік та ентомолог
- Вільгельм Гофмейстер — німецький ботанік, один із засновників ембріології рослин
- Ернст Зіттіг — дослідник давньогрецької мови і мертвих мов Стародавнього Середземномор'я
- Рудольф Зейерлен — теолог
- Антоніо Товар — дослідник баскської, палеоіспанских та індіанських мов
- Леонарт Фукс — ботанік і лікар
- Йоганн Фаллаті (1809—1855) — німецький історик і статистик
- Отфрід Хьоффе — філософ
- Людвіг Швабе — філолог і археолог
- Отто Шіндевольф — палеонтолог